# ماریا ، ماواتانانا
ماریا (به لاتین: Maria) یک منطقهٔ مسکونی در ماداگاسکار است که در مائوتنانا (بخش) واقع شده‌است.
 ماریا  ۷٬۰۰۰ نفر جمعیت دارد و ۱۰۶ متر بالاتر از سطح دریا واقع شده‌است.